# فرت ساسکاچوان
فرت ساسکاچوان (به انگلیسی: Fort Saskatchewan) شهری در ایالت آلبرتا واقع در کشور کانادا است که مساحت آن ۴۸٫۱۲ کیلومتر مربع است و جمعیت آن در سرشماری سال ۲۰۰۶ میلادی، ۱۴٬۹۵۷ نفر بوده‌است. تراکم جمعیتی فرت ساسکاچوان، ۳۱۱ نفر در هر کیلومتر مربع است.